# Anne, jour après jour
Anne jour après jour est un feuilleton télévisé français en 55 épisodes de 14 minutes, réalisé par Bernard Toublanc-Michel d'après le roman de Dominique Saint-Alban, et diffusé à partir du 23 septembre 1976 sur TF1.

## Synopsis
La vie mouvementée d'Anne, jeune infirmière anglaise, qui va, après une déception amoureuse, retrouver en France un père et un frère jusqu'alors inconnus. Elle va ensuite partir en mission sanitaire en Afrique, puis revenir en France, et enfin rencontrer l'homme de sa vie qui va l'entraîner dans les frimas de Hollande. (Source : résumé de l'intégrale du feuilleton publiée en DVD par L.C.J. Éditions)
Partie jeune étudiante insouciante, le feuilleton la transforme en une jeune femme mûre.

## Fiche technique
- Titre : Anne, jour après jour
- Réalisateur : Bernard Toublanc-Michel
- Scénario : d'après le roman du même nom de Dominique Saint-Alban (1974)
- Musique : Carlos Leresche
- Assistant : Emmanuel Fonlladosa, Olivier Prouvost
- Image : Henri Decomps
- Montage : Bernard Bourgouin
- Son : Gérard Dacquay
- Production  : TF1,  Telfrance 1975/1976
- Pays de production :  France
- Format : couleur - son : mono
- Genre : Drame psychologique
- Nombre d'épisodes : 55
- Durée : 14 minutes
- Date de première diffusion : 1976

## Distribution
- Sophie Barjac : Anne Forrester-Gallart
- Fred Smith : Gareth
- Christian Baltauss : Julien
- Geoffrey Carey : Ozzie
- Lily Siou : Tante Sarah Forrester
- Marie Colins : Sybil, chanteuse du groupe « Why Not »
- Bernard Woringer : François Gallart
- Colette Bergé : Claire Gallart
- Patrick Viane : Benoît Gallart
- Madeleine Cheminat : Mme Gallart, la grand-mère
- Aude Landry : Javotte
- Érik Colin : Antoine Brémont
- Moro Bitty : Moussa
- Jean-Pierre Moreux : Dr Lafont
- Claude Balyn : Pepita
- Élina Labourdette : Espérance
- Jacques Alric : Germain
- Jacqueline Duc : Mlle Henriette
- Michel Francini : Pearson
- Pierre Risch : Dr Vignerolles
- Pierre Braner : musicien du groupe « Why Not »
- Daniel Ciampolini : musicien du groupe « Why Not »
- Olivier Leresche : musicien du groupe « Why Not »
- Madeleine Damien : Mme Marie
- Katty Line : Pamela

## Épisodes
- Saison 1 : 27 épisodes pour un total de 5 h 45
- Saison 2 : 28 épisodes pour un total de 5 h 38

Les épisodes ne portent pas de titre. 

## Autour du film
Ce feuilleton, inspiré du roman de Dominique Saint-Alban écrit en 1974, est le plus long réalisé en France depuis Noële aux quatre vents, également écrit par Dominique Saint-Alban en 1965 et adapté à la télévision en 1970. Il vaut surtout par l’interprétation pleine de charme de Sophie Barjac, alors âgée de 19 ans, et déjà remarquée dans le film À nous les petites Anglaises (1975).
La musique du feuilleton et les chansons sont composées par Carlos Leresche, les paroles étant de Violaine Sanson, sœur de Véronique Sanson. Anne Day After Day, est interprétée par Marie Colins, et Toi ma sœur, par Jean Pierre Lugan.

## DVD
La série est disponible en deux coffrets de trois DVD chez L.C.J. Éditions (2008)